# Lathrecista
Genre
Lathrecista est un genre d'insectes de la famille des Libellulidae appartenant au sous-ordre des anisoptères dans l'ordre des odonates. Il ne comprend qu'une seule espèce : Lathrecista asiatica. On retrouve cette espèce de l'Inde jusqu'en Australie.

## Sous-espèce du genreLathrecista
- Lathrecista asiatica asiatica (Fabricius, 1798)
- Lathrecista asiatica pectoralis Kaup in Brauer, 1867